# Represa de Condoriri
La Represa de Condoriri, es una presa ubicada en el municipio de Pucarani del departamento de La Paz en Bolivia, la cual abastece de agua a las ciudades de La Paz y El Alto. La infraestructura tiene una altura de 5 metros y una capacidad de almacenamiento de 230 mil metros cúbicos de agua.
Condoriri es una pequeña represa la cual llega a descargar sus aguas a la gran Represa del Tuni por una aducción de 2 km de longitud, y al cauce
natural del río Condoriri que se encuentra aguas abajo el cual dicho líquido es también utilizado por los comunarios del lugar mayormente para riego de sembradios. Sus aguas son trasvasadas al embalse Tuni mediante una tubería PVC DN 900 mm de 2.26 km de longitud.
Durante la sequía de noviembre de 2016 que afecto terriblemente a las ciudades de La Paz y El Alto, mientras se secaba el agua de las otras grandes represas cabe resaltar que la pequeña represa de Condoriri fue la única que logró mantener los volúmenes adecuados del líquido vital y elemental para abastecer de agua potable a la urbe. Aunque cabe mencionar que según los técnicos del Programa "Mi Riego" del Ministerio de Medio Ambiente y Agua de Bolivia han señalado que si bien Condoriri ha mantenido los niveles de agua durante la grave y fuerte sequía de noviembre de 2016, pues este se debió principalmente al acelerado e irreversible deshielo que sufre el nevado del Tuni-Condoriri y no así por las lluvias.